# 和縄継
和 縄継（やまと の ただつぐ）は、平安時代初期の貴族。姓は朝臣。名は綱継とも記される。官位は従四位下・中務少輔。

## 経歴
弘仁3年（812年）従五位下・散位助に叙任される。中務少輔を経て、嵯峨朝末の弘仁13年（822年）従五位上に叙せられる。
弘仁14年（823年）淳和天皇の即位に伴って正五位下に叙せられると、天長8年（831年）正五位上、天長10年（833年）従四位下と淳和朝で昇進を果たしている。
仁明朝の承和4年（837年）2月11日卒去。最終官位は散位従四位下。

## 官歴
『六国史』による。
- 時期不詳：正六位上
- 弘仁3年（812年） 正月7日：従五位下。2月10日：散位助
- 弘仁6年（815年） 3月13日：中務少輔
- 弘仁13年（822年） 10月1日：従五位上
- 弘仁14年（823年） 4月27日：正五位下
- 天長8年（831年） 正月4日：正五位上
- 天長10年（833年） 正月7日：従四位下
- 承和4年（837年） 2月11日：卒去（散位従四位下）